# Северо-восточные иранские языки
Се́веро-восто́чные ира́нские языки — группа языков в составе восточноиранской подгруппы иранской группы арийской (индоиранской) ветви индоевропейской семьи.

## Языки

### Среднеиранский период
- согдийский язык — язык Согда и согдийских колонистов в Центральной Азии с богатой сохранившейся литературой, существовал до XI в.; вытеснен новоперсидским и тюркскими
- хорезмийский язык — язык Хорезма, вытеснен тюркскими в XIII—XIV вв.
- сарматский язык — совокупность диалектов многочисленных сарматских племен, вытеснивших скифов из Северного Причерноморья; известен по ономастике и глоссам; дольше всех в степях сохранялся язык наиболее восточных сарматских племён, позже всех мигрировавших в западном направлении — аланов (до XIV в.)

### Новоиранский период
- ягнобский язык (потомок одного из согдийских диалектов)
- аланский язык † (потомок одного из сарматских диалектов) и его потомки
  - осетинский язык
    - иронский диалект
    - дигорский диалект

  - ясский язык †